# Guillaume Hoarau
Guillaume Hoarau (wym. [giˈjom o.aˈʁo]; ur. 5 marca 1984 w Saint-Louis, Reunion) – francuski piłkarz, który występował na pozycji napastnika. W latach 2010–2011 reprezentant Francji. 

## Kariera klubowa
Hoarau urodził się w mieście Saint-Louis, położonym na wyspie Reunion. Tam też stawiał pierwsze piłkarskie kroki w klubie JS Saint-Pierroise. W jego barwach grał w 2003 roku w lidze Reunionu i z 12 golami był najlepszym strzelcem zespołu. Jeszcze latem Guillaume trafił do Francji i podpisał swój pierwszy profesjonalny kontrakt z zespołem Ligue 2, Le Havre AC. W początkowej fazie pobytu w klubie z Hawru był tylko rezerwowym i do lata 2005 rozegrał tylko 10 spotkań na boiskach francuskiej drugiej ligi. W sezonie 2005/2006 zaliczył 4 trafienia, ale jesienią 2006 wypożyczono go do FC Gueugnon. Dla Gueugnon zdobył 8 goli, a latem 2007 wrócił do Le Havre. Stworzył atak z Czarnogórcem Nikolą Nikeziciem, ale to właśnie Guillaume stał się gwiazdą nie tylko zespołu Le Havre, ale także całej Ligue 2. W całym sezonie zdobył 28 goli w 38 rozegranych meczach. Został królem strzelców ligi, a piłkarze Le H.A.C. wywalczyli mistrzostwo i awansowali do Ligue 1.
Po sezonie Hoarau otrzymał oferty z klubów pierwszej ligi i ostatecznie podpisał kontrakt z Paris Saint-Germain, do którego został sprzedany za pół miliona euro. W paryskim klubie ma zastąpić Portugalczyka Pedro Pauletę. W PSG zadebiutował 9 sierpnia w przegranym 0:1 wyjazdowym spotkaniu z AS Monaco. Natomiast w drugiej kolejce ligowej, w meczu z Girondins Bordeaux (1:0), strzelił pierwszego gola w Ligue 1. Był też bohaterem meczów z Olympique Marsylia (4:2) i swoją byłą drużyną Le Havre (3:1) – w obu zdobył po dwie bramki.
| Sezon   | Klub                | Kraj       | Rozgrywki              | Mecze | Bramki | Rozgrywki kontynentalne                 | Mecze | Bramki |
| ------- | ------------------- | ---------- | ---------------------- | ----- | ------ | --------------------------------------- | ----- | ------ |
| 2003    | JS Saint-Pierroise  | Reunion    | Réunion Premier League | 18    | 12     | –                                       | –     | –      |
| 2003/04 | Le Havre AC         | Francja    | Ligue 2                | 1     | 0      | –                                       | –     | –      |
| 2004/05 | Le Havre AC         | Francja    | Ligue 2                | 9     | 1      | –                                       | –     | –      |
| 2005/06 | Le Havre AC         | Francja    | Ligue 2                | 28    | 4      | –                                       | –     | –      |
| 2006/07 | Le Havre AC         | Francja    | Ligue 2                | 5     | 0      | –                                       | –     | –      |
| 2006/07 | FC Gueugnon         | Francja    | Ligue 2                | 21    | 8      | –                                       | –     | –      |
| 2007/08 | Le Havre AC         | Francja    | Ligue 2                | 38    | 28     | –                                       | –     | –      |
| 2008/09 | Paris Saint-Germain | Francja    | Ligue 1                | 33    | 17     | Puchar UEFA                             | 9     | 3      |
| 2009/10 | Paris Saint-Germain | Francja    | Ligue 1                | 22    | 6      | –                                       | –     | –      |
| 2010/11 | Paris Saint-Germain | Francja    | Ligue 1                | 33    | 9      | kw. do Ligi Europy Liga Europy          | 2 7   | 2      |
| 2011/12 | Paris Saint-Germain | Francja    | Ligue 1                | 15    | 5      | kw. do Ligi Europy Liga Europy          | 1     | 0 1    |
| 2012/13 | Paris Saint-Germain | Francja    | Ligue 1                | 6     | 1      | Liga Mistrzów                           | 2     | 1      |
| 2013    | Dalian A’erbin      | Chiny      | Super League           | 20    | 3      | –                                       | –     | –      |
| 2013/14 | Girondins Bordeaux  | Francja    | Ligue 1                | 16    | 3      | –                                       | –     | –      |
| 2014/15 | BSC Young Boys      | Szwajcaria | Swiss Super League     | 28    | 17     | Liga Europy                             | 8     | 6      |
| 2015/16 | BSC Young Boys      | Szwajcaria | Swiss Super League     | 22    | 18     | kw. do Ligi Mistrzów kw. do Ligi Europy | 1 2   | 0      |
| 2016/17 | BSC Young Boys      | Szwajcaria | Swiss Super League     | 21    | 18     | kw. do Ligi Mistrzów Liga Europy        | 3 4   | 0 5    |
| 2017/18 | BSC Young Boys      | Szwajcaria | Swiss Super League     | 25    | 15     | kw. do Ligi Mistrzów Liga Europy        | 3 2   | 1      |
| 2018/19 | BSC Young Boys      | Szwajcaria | Swiss Super League     | 28    | 24     | kw. do Ligi Mistrzów Liga Mistrzów      | 2 5   | 2 3    |
| 2019/20 | BSC Young Boys      | Szwajcaria | Swiss Super League     | 8     | 0      | kw. do Ligi Mistrzów Liga Europy        | 2     | 1 0    |

Stan na: 8 grudnia 2019

## Kariera reprezentacyjna
Od 2003 roku Hoarau występuje w niezrzeszonej w FIFA reprezentacji Reunionu. W reprezentacji Francji zadebiutował 11 sierpnia 2010 w przegranym 1:2 towarzyskim spotkaniu z Norwegią.